# Медведица-хозяйка
Медведица-хозяйка или медведица большая или медведица-матрона (лат. Pericallia matronula) — бабочка из семейства медведиц. Единственный представитель рода Pericallia. Самый крупный вид семейства на территории Европы.

## Описание

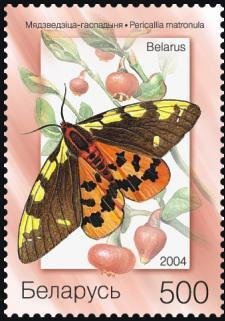
Медведица-хозяйка на почтовой марке Белоруссии, 2004

Длина переднего крыла 37—43 мм. Размах крыльев 65—86 мм. Окраска крыльев изменчива. Передние крылья темно-буро-коричневые или тёмно-оливково-бурые с цепочкой из 4—5 больших и маленьких угловатых бледно-жёлтых или жёлтых пятен вдоль переднего края крыла. Такого же цвета не большое пятно обычно располагается также во внутреннем углу крыла. Задние крылья оранжевого, светло-оранжевого или жёлтого цвета с двумя рядами крупных черных пятен, часто сливающихся и образующих две перевязи. Голова сверху коричневого цвета, снизу — красного. Грудь с верхней стороны тёмно-коричневая с двумя продольными полосами красного цвета, с нижней стороны — красная. Тегулы и патагии бурые и жёлтые. Брюшко сверху красного цвета с рядом чёрных пятен, снизу — чёрное с красными пятнами. Щупики покрыты прилегающими волосками. Хоботок хорошо развит. Усики у самки и самца щетинковидные.

## Ареал
Ареал простирается от Центральной Европы через всю Южную Сибирь и Северную Монголию до Северного Китая и Японии включительно. Встречается в средней полосе России, Южной Сибири, в Приамурье, Приморье, на Сахалине и Кунашире.

## Подвиды
- Pericallia matronula matronula (Linnaeus, 1758) - Евразия; наблюдается клинальное (постепенное) изменение цвета крыльев с более светлых и бледных особей в Европе до более тёмных и ярких на юге Дальнего Востока
- Pericallia matronula sachalinensis Draudt, 1931 - Сахалин
- Pericallia matronula helena Dubatolov et Kishida, 2004 - Южные Курилы (Кунашир); Япония

## Местообитания и время лёта
Населяет тенистые, преимущественно влажные лиственные и смешанные леса с богатым подлеском. Чаще встречается по окраинам лесных опушек и на полянах. Развивается за год в одном поколении. Лёт бабочек отмечается в конце июня — июле. Бабочки активны с наступлением сумерек, но иногда летают и днём.

## Цикл развития
Развитие происходит в течение 2 лет. Самки после спаривания откладывают яйца рядами на нижней стороне листьев кормовых растений. гусеницы младших возрастов светлые, с жёлтыми бородавками и буроватыми волосками. В более старших возрастах становятся тёмно-бурыми с длинными красновато-бурыми волосками на тёмных бородавках. Голова бурого цвета с тёмной срединной полоской. Гусеницы питаются на лещине, черемухе, подорожнике, одуванчике, чернике, жимолости, ястребинке и других растениях, зимуют дважды. Окукливание весной, после второй зимовки гусеницы без дополнительного докармливания. Куколка чёрно-бурая с красными концевыми вырезами, располагается беловато-сером рыхлом коконе, перемешанном с волосками. Куколка обычно в подстилке..

## Численность
Вид повсеместно довольно редок и очень локален. Встречаются единичные экземпляры. Европейские популяции данного вида характеризуются гораздо большей разреженностью и редкостью, чем азиатские (в частности дальневосточные). Местами в отдельные годы наблюдается в относительно большем количестве.

## Замечания по охране
Вид включен в Красные книги Латвии, Литвы, Украины, Смоленской и Московской областей России. Вид также включен во 2-е издание Красной книги Республики Беларусь (III категория).